# Gruppo 47
Il Gruppo 47 fu un movimento culturale sorto a Monaco di Baviera nel 1947 e scioltosi nel 1967, di cui facevano parte giovani letterati e scrittori emergenti tedeschi, tendenzialmente di sinistra, con l'intenzione di far risorgere la cultura della Germania "ormai dimenticata e repressa dall'intervento nazista".

## Storia
L'attività produttiva era legata alla rivista Der Ruf, che trattava temi riguardanti una rivoluzione imminente, da parte della "giovane generazione"; le redini, amministrate e gestite dai due fondatori, Alfred Andersch e Hans Werner Richter, vengono però indebolite dalla censura statunitense che ne proibisce la pubblicazione: il contenuto delle varie produzioni dell'"assemblea della resurrezione culturale" tratta temi evidentemente troppo realistici per la mentalità preclusa della metà del Novecento, anche se varia con un piacere descrittivo per l'illogicità e lo stravagante che contrastano ampiamente la scuola di pensiero del periodo.
Questa stagione culturale, in cui molti testi vengono oscurati e denunciati dal governo (nel 1956 si giunse a bandire il Partito Comunista di Germania nella Germania Ovest), è esemplificato, ad esempio, dalla mancata autorizzazione alla pubblicazione del libro di Hermann Hesse, Il giuoco delle perle di vetro, contrastante, appunto, con l'ideologia dell'epoca.

## Critica
Si deve molto a questo movimento letterario, descritto molto bene da un giudizio di uno dei componenti, Peter Bichsel, il quale sottolinea la libertà con la quale si vivevano gli incontri e le sedute di lettura delle produzioni dei membri, soprattutto in pubblico.

## Esponenti
Suoi membri sono stati:
| - Ilse Aichinger - Carl Amery - Alfred Andersch - Ingrid Bachér - Ingeborg Bachmann - Wolfgang Bächler - Konrad Bayer - Jürgen Becker - Peter Bichsel - Johannes Bobrowski - Heinrich Böll - Nicolas Born - Paul Celan - Friedrich Christian Delius - Friedrich Dürrenmatt - Günter Eich - Hans Magnus Enzensberger - Hubert Fichte - Erich Fried - Heinz Friedrich - Malte Gaumert - Günter Grass - Walter Maria Guggenheimer - Geno Hartlaub | - Peter Handke - Manfred Peter Hein - Helmut Heißenbüttel - Wolfgang Hildesheimer - Gustav René Hocke - Walter Höllerer - Walter Jens - Uwe Johnson - Joachim Kaiser - Hellmuth Karasek - Erich Kästner - Alexander Kluge - Wolfgang Koeppen - Walter Kolbenhoff - Barbara König - Karl Krolow - Otto Heinrich Kühner - Siegfried Lenz - Reinhard Lettau - Jakov Lind - Hans Mayer - Horst Mönnich - Adriaan Morriën | - Ivan Nagel - Tadeusz Nowakowski - Rüdiger Proske - Fritz J. Raddatz - Marcel Reich-Ranicki - Ruth Rehmann - Hans Werner Richter - Toni Richter - Klaus Roehler - Peter Rühmkorf - Hans Sahl - Franz-Joseph Schneider - Ilse Schneider-Lengyel - Siegfried Unseld - Wolfdietrich Schnurre - Johannes Mario Simmel - Nicolaus Sombart - Martin Walser - Peter Weiss - Dieter Wellershoff - Wolfgang Weyrauch - Gabriele Wohmann - Ror Wolf |